# Giuseppina Cerulli Irelli
Maria Giuseppina Cerulli Irelli (* 1935 in Rom) ist eine italienische Klassische Archäologin und Kulturmanagerin.
Giuseppina Cerulli Irelli studierte an der Universität La Sapienza bei Giuseppe Lugli und Pietro Romanelli. Danach arbeitete sie an der Soprintendenza in Neapel und Pompeji. In Nachfolge von Bianca Maria Scarfì wurde sie 1978 Soprintendente der Soprintendenza alle antichità della Lombardia. Nachdem 1980 das Irpinia-Erdbeben die Region Pompejis schwer getroffen hatte und die Verantwortlichen mit dem Katastrophenmanagement des Soprintendente Fausto Zevi unzufrieden waren, wurde 1981 Cerulli Irelli, die bis 1982 auch noch die Soprintendenza der Lombardei weiter betreute, zur neuen Leiterin und gleichzeitig zur ersten Frau, die die Leitung der Archäologie in der Vesuvregion innehatte. In der Lombardei wurde zunächst Anna Maria Tamassia, danach Elisabetta Roffia zur Nachfolgerin. Cerulli Irellis vorrangige Aufgabe in den Vesuvstädten bestand darin, die Auswirkungen des Erdbebens zu beseitigen, wofür nach einer internationalen Kampagne auch endlich Mittel in angemessener Höhe zur Verfügung standen. Daneben wurden einige Forschungsprojekte vor allem in den Regionen I und II sowie in den Vorstadtbädern durchgeführt. 1984 folgte ihr Baldassare Conticello als Leiter in Pompeji und den Vesuvstädten, während Cerulli Irelli 1985, in Nachfolge Roffias, zurück in die Lombardei ging, wo sie die Leitung bis 1986 innehatte und wiederum Elisabetta Roffia ihr folgte. Später war Cerulli Irelli Co-Direktorin des Istituto Italiano di Cultura in Tokio und lehrte als Gastprofessorin römische Geschichte und Archäologie an verschiedenen Universitäten in Japan.

## Veröffentlichungen (Auswahl)
- Ercolano. Di Mauro, Cava dei Tirreni 1969.
- Le pitture della Casa dell’atrio a mosaico. Istituto poligrafico dello Stato, Rom 1971.
- La casa del colonnato tuscanico ad Ercolano. (= Accademia di archeologia, lettere e belle arti, Napoli. Memorie Nuova seria 7). Macchiaroli, Neapel 1974.
- mit Masanori Aoyagi, Stefano De Caro, Umberto Pappalardo (Hrsg.): La pittura di Pompei. Testimonianze dell’arte romana nella zona sepolta dal Vesuvio nel 79. Jaca Books, Mailand 1991, ISBN 88-16-60251-1.
  - deutsche Ausgabe: Pompejanische Wandmalerei. Belser, Stuttgart und Zürich 1990, ISBN 978-3-7630-1949-6.
  - französische Ausgabe: La peinture de Pompéi. Témoignages de l’art romain dans la zone ensevelie par Vésuve en 79 ap. J.-C. Hazan, Paris 1993.
- Il mondo dell'archeologia cristiana. L’Erma di Bretschneider, Rom 2018, ISBN 978-88-913-1686-8.